# Odontomelus somalicus
Odontomelus somalicus är en insektsart som beskrevs av Johnsen och G.H. Schmidt 1982. Odontomelus somalicus ingår i släktet Odontomelus och familjen gräshoppor. Inga underarter finns listade i Catalogue of Life.